# Estación de Castelló (Metrovalencia)
Castelló es una estación terminal de la línea 1 de Metrovalencia. Se encuentra al norte de la localidad de Villanueva de Castellón, en el número 7 de la calle de Gaspar Valentí. Consiste en un edificio de una planta en el que se encuentra la taquilla para la venta de billetes y un pequeño bar. Este edificio da acceso a las vías, que se encuentran al aire libre. En los andenes hay instaladas unas cubiertas metálicas y unos bancos.
La estación dispone de tres vías, dos de ellas destinadas a la parada de trenes que prestan servicio de viajeros y una tercera para estacionamiento. Al tratarse de una estación terminal, normalmente solo se utiliza la vía 1, en la que estacionan los trenes que llegan y de la cual parten posteriormente en sentido contrario.
Del 30 de octubre de 2024 al 26 de junio de 2025, a consecuencia de las graves inundaciones acontecidas en la provincia de Valencia, la estación permaneció cerrada. Se habilitaron servicios alternativos de autobuses con parada en las estaciones afectadas.